# Битка код Орше
Битка код Орше (блр. Бітва пад Оршай, укр. Битва під Оршею), била је битка вођена 8. септембра 1514. између савезничких снага Велике кнежевине Литваније и Круне Краљевине Пољске, под командом литванског великог хетмана Константина Острошког; и војске Велике московске кнежевине под командом Ивана Чељаднина и кнеза Михаила Булгакова-Голице. Битка код Орше била је део дугог низа московско-литванских ратова које су водили московски владари који су настојали да окупе све земље бивше Кијевске Русије под своју власт.
Према Rerum Moscoviticarum Commentarii Жигмунда фон Херберштајна, примарном извору информација о бици, много мања војска Литваније и Пољске (испод 30.000 људи) је поразила снаге од 80.000 московских војника, заузевши њихов логор и команданта. Ови бројеви и пропорције су оспоравани од стране неких савремених историчара.

## Предвечерје битке
Крајем 1512. године Велика московска кнежевина је започела нови рат за рутенске земље Велике кнежевине Литваније у данашњој Белорусији, Украјини и Русији. Албрехт I, велики мајстор Тевтонског реда, побунио се и одбио да да вазалну обавезу Жигмунду I Пољском и Литванском, како је захтевао Други мир у Торну (1466). Албрехта I је подржао Максимилијан I, цар Светог римског царства.
Тврђава Смоленск је тада била најисточнија предстража Велике кнежевине Литваније и једно од најважнијих упоришта које ју је чувало са истока. Одбијено је неколико напада Московља, али га је у јулу 1514. године московска војска опседала и коначно заузела. Подстакнут овим почетним успехом, велики московски кнез Василиј III наредио је својим снагама поход даље у данашњу Белорусију, заузевши градове Кричав, Мсцислав и Дубровну.
У међувремену, Жигмунд Пољски је окупио око 35.000 војника, од којих су већина (57%) били Пољаци, за рат са својим источним суседом. Његова војска је била инфериорна по броју, али се састојала углавном од добро обучене коњице.
Редовном пољском војском командовао је Јануш Швирцовски. Био је то највећа војска који је Круна Пољске до тада ставила на терен. Војчех Семпољински је био задужен за приватне пољске одреде и кућне трупе. Литванску копнену службу (око 15.000 војника) предводили су велики хетман Константин Острошки и пољски хетман Јержи Радзивил. Литванско-пољске снаге укључивале су 32.500 коњаника и 3.000 најамничких пешака. Жигмунд је оставио 4.000–5.000 људи у граду Барисаву, док су главне снаге, стављене под команду хетмана Константина Острошког и око 30.000 војника, кренуле да се суоче са Московљанима.
Крајем августа дошло је до неколико окршаја на прелазима река Березина, Бобр и Друт, али је московска војска избегла већи сукоб.
Претрпевши занемарљиве губитке, Московљани су напредовали до подручја између Орше и Дубровне на реци Крапивни, где су поставили логор. Иван Чељаднин, уверен да ће литванско-пољске снаге морати да пређу један од два моста на реци Дњепар, поделио је своје снаге да би чувао те прелазе. Међутим, војска Острошког је прешла реку северније преко два понтонска моста. У ноћи 7. септембра, литванско-пољска војска је започела припреме за последњу битку са Московљанима. Хетман Константин Острошки ставио је већину својих 16.000 коњаника из Великог војводства у центар, док је већина пољске пешадије и помоћних трупа била на боковима. Чешка и шлеска пешадија распоређени су у центру линије, испред резерви које су се састојале од литванске и пољске коњице.

### Величина московске војске
Величина московске војске остаје нерешено питање. Наративни литвански извори углавном дају велике бројеве. Краљ Жигмунд је писао папи Лаву X о „хорди Московљана“ која се састојала од 80.000 људи. Жигмунд је такође тврдио да је његова војска убила 30.000 Московљана и заробила 46 команданата и 1.500 племића. Постојећи пољски и литвански документи, међутим, наводе поименце све ухваћене племиће - 611 мушкараца. Пољски историчар Бохун сматра да је непромишљено ослањати се на оно што он назива „пропагандним подацима“ које је дао Жигмунд. Гембарович (још један пољски истраживач) сматра да је московска војска имала око 40.000 војника. Такође остаје нејасно зашто је – ако је веровати цифри од 70.000–80.000 људи – краљ Жигмунд (који је за ову супериорност московске војске знао из писама Михаила Глинског) држао личну гарду од око 5.000 људи (око 15% своје војске) у резерви, без слања у битку. Московске хронике (новгородски и софијски кодекс) потврђују литванску бројчану супериорност.
Руски историчар А. Лобин покушао је да израчуна величину московске војске код Орше на основу мобилизационих капацитета градова који су морали да шаљу мештане на војну службу. Познато је да су осим бојарских синова владарског пука, војску чинили људи из најмање 14 градова: Новгород, Псков, Великије Луки, Кострома, Муром, Боровск, Твер, Волоколамск, Рослављ, Вјазма, Переслављ, Јарослављ, Коломна и Стародуб. На основу података из добро документованог похода на Полоцк из 1563. године, аутор даје следеће процене: 400–500 Татара, 200 бојарских синова владарског пука, 3.000 Новгородаца и Псковљана, и око 3.600 представника других градова, укупно око 7.200 племића. Када се урачунају и слуге, укупна величина московске војске могла би бити 13.000–15.000 људи. С обзиром на губитке током кампање, степена дезертерства који је документован у изворима и броја војника који су остали као гарнизон у Смоленску; број московских трупа присутних у Орши могао је да износи око 12.000 људи. Овај метод прорачуна подржали су Брајан Дејвис (Тексас универзитет у Сан Антонију), и руски историчари Н. Смирнов, А. Панков, О. Курбатов, М. Кром, и В. Пенској.

## Битка
Дана 8. септембра, убрзо након зоре, Иван Чељаднин је издао наређење за напад. Московљанске снаге су покушале да заобиђу Литванце и Пољаке нападајући њихове бокове, у којима су биле пољске, литванске лаке хусарске и татарске трупе. Једним од крила напада командовао је лично Чељаднин, а другим кнез Булгаков-Голица. Почетни напад је пропао, а Московљани су се повукли ка својим почетним позицијама. Чељаднин је и даље био уверен да ће му однос снага, скоро 3:1 у његову корист, донети победу. Међутим, заокупљен сопственим крилом московских снага, изгубио је траг о другим секторима и није успео да координише одбрану од контранапада литванске лаке и пољске тешке коњице, која је до тада држана у резерви.
Литванска и пољска лака коњица и Татари напали су пренапрегнуто средиште московских линија у покушају да их раздвоје. Чинило се да се у кључном тренутку пољска коњица поколебала, а затим се повукла. Московљани су јурили са свом својом коњичком резервом. Литвански Татари и пољска коњица, након неколико минута повлачења под јуришем Руса, изненада су се окренули у страну. Московска коњица се сада нашла суочена са артиљеријом скривеном у шуми. Са обе стране појавиле су се литванске снаге и опколиле Московљане. Иван Чељаднин је огласио повлачење, које је убрзо постало помало панично. Московљанске снаге гонила је војска Велике кнежевине Литваније пет километара.
Пораз Московљана се често приписује поновним неуспесима Ивана Чељаднина и Михаила Голице да координирају своје операције.
Жигмунд фон Херберштајн је известио да је убијено 40.000 Московљана. Према извештајима у пољским хроникама, 30.000 Руса је убијено, а додатних 3.000 је заробљено, укључујући Ивана Чељаднина и осам других команданата. Снаге Велике кнежевине Литваније заузеле су московски логор и свих 300 топова. Узнемирен због вести о великом поразу, велики кнез Василиј III је наводно приметио да су „затвореници (били) корисни као и мртви“.

## Последице
Снаге Острошког наставиле су потеру за разбијеном руском војском и повратиле већину раније освојених упоришта, укључујући Мсцислав и Кричев, и напредовање Руса је заустављено на четири године. Међутим, литванске и пољске снаге биле су превише исцрпљене да би опседале Смоленск пре зиме. То је значило да Острошки није стигао до капија Смоленска све до краја септембра, дајући Василију III довољно времена да припреми одбрану.
У децембру је хетман Константин Острошки тријумфално ушао у Вилњус. У знак сећања на победу подигнуте су две православне цркве: Црква Свете Тројице и Црква Светог Николе, које су и даље међу најупечатљивијим примерима архитектуре Источне православне цркве у Литванији. Непосредно после победе, пољско-литванска држава је почела да експлоатише битку за своју пропаганду усмерену на друге народе у Европи, са намером да унапреди имиџ Пољске-Литваније у иностранству. Неколико панегиричких извештаја о бици послато је у Рим. „Пољска порука је била слична Бомховеровој: Московљани нису хришћани; они су окрутни и варвари; они су Азијати а не Европљани; они су у савезу са Турцима и Татарима да униште хришћански свет.
Импресиониран обимом литванске и пољске победе, Максимилијан I, цар Светог римског царства, започео је мировне преговоре са Јагелонима у Бечу. Дана 22. јула 1515. склопљени су коначни мировни споразуми и престала је широка коалиција против Литваније и Пољске.
Рат између Велике кнежевине Литваније и Велике кнежевине Москве трајао је до 1520. године. Године 1522. потписан је мир, по коме је Литванија била принуђена да Москви уступи око четвртине својих поседа у оквиру земаља бивше Кијевске Русије, укључујући Смоленск. Овај други град је поново заузет тек скоро век касније, 1611. Након мировног споразума из 1522. године, Велика кнежевина Литванија је покушала још једном да нападне Москву, али су велики војни сукоби били заустављени за око 40 година.

## Модерна времена
Неки Белоруси сматрају битку симболом националног препорода, а многи је виде као Дан белоруске војне славе. Дана 8. септембра 1992. године, на 478. годишњицу битке, кадети из Минске Више војне инжењерске школе и Минске Више војне командне школе (сада Војна академија Белорусије) положили су прву војну заклетву на верност Оружаним снагама Белорусије, а њихова церемонија увођења у службу одржана је на Тргу независности у присуству министра одбране Павла Павловича Козловског. Међутим, касније, као резултат све већих веза са Русијом, режим председника Александра Лукашенка је активно гушио прославу битке. У септембру 2005. четири члана опозиције Белоруског националног фронта кажњена су са скоро 4,000,000 белоруских рубаља (отприлике 1.500 евра) због прославе 491. годишњице битке.
Украјина има јавне прославе битке код Орше, као важне победе, у оквиру шире историје украјинско-руских сукоба. Народна банка Украјине је 14. октобра 2014. године издала пригодни новчић поводом 500. годишњице битке код Орше. У Ровну постоји улица победа код Орше.
На гробу Незнаног војника у Варшави, Битка код Орше обележена је натписом „ORSZA 8 IX 1514“.
У Литванији се битка код Орше обележава и од стране Министарства одбране Литваније и владе Литваније сваке године концертима, конференцијама и војним парадама.

## Популарна култура
На телевизијском програму Би-Би-Си-ја Бити човек, Хал Јорк је постао вампир после битке код Орше.

## Наслеђе
У знак захвалности за победу у бици, Константин Острошки је 1514. године подигао цркву и манастир Свете Тројице у Виљнусу.